# Annika Oskarsson

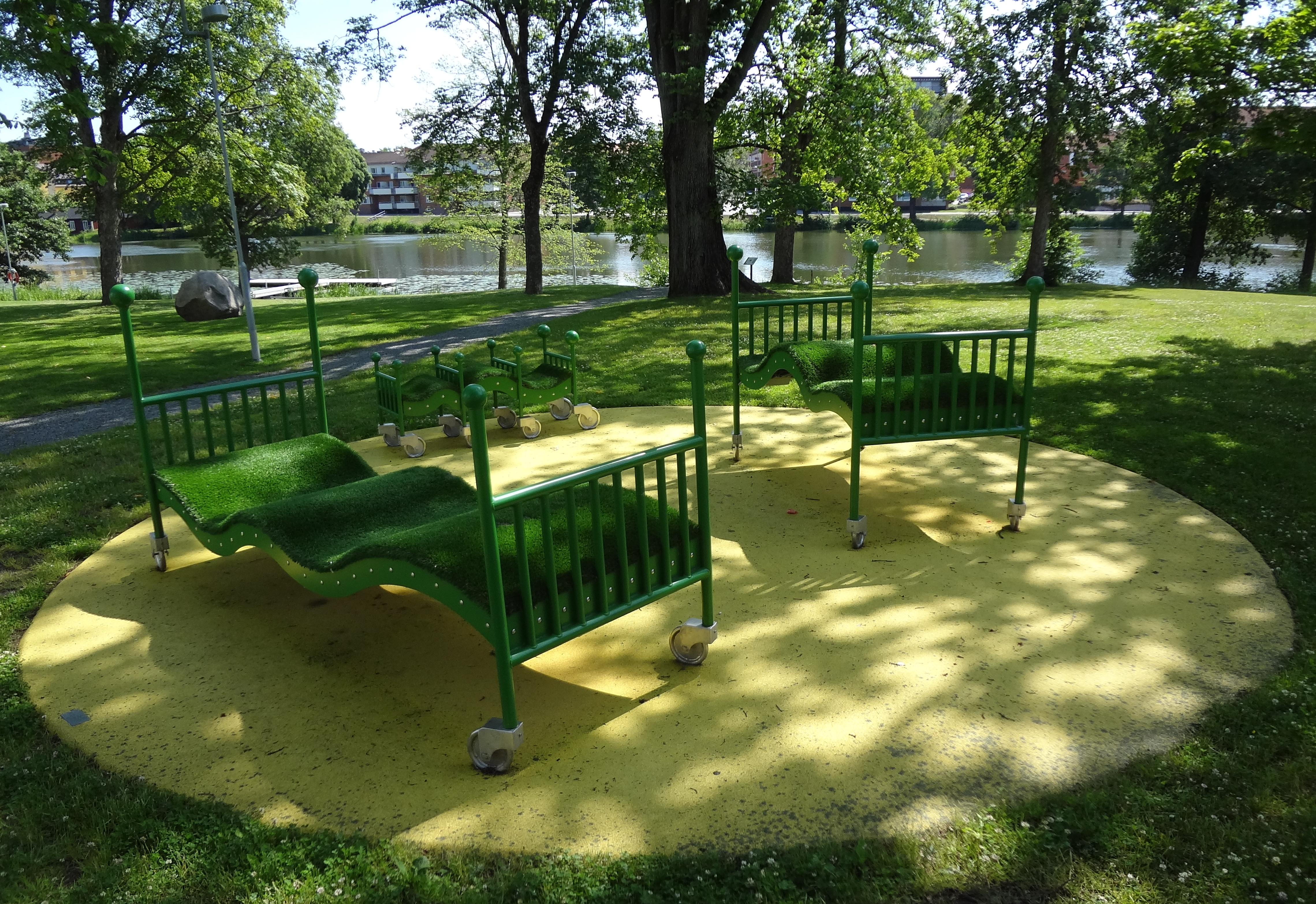
Drömmar, Museiparken i Eskilstuna

Lena Annika Camilla Oskarsson, född 18 mars 1967 i Nyköping, är en svensk skulptör.
Annika Oskarsson studerade konstvetenskap på Stockholms universitet 1988, på Konstfack i Stockholm 1991-1996, på Konstindustriella högskolan i Helsingfors 1996 och konstpedagogik på Konsthögskolan Valand i Göteborg 2008.
Hon är gift med Thomas Nordström. Paret Nordström och Oskarsson har utfört flera offentliga verk tillsammans, senast 2013 ”Motorisk scenografi” i Katrineholm, Sannerudsskolan i Kils kommun och trafikplats Hyltena vid E4 söder om Jönköping

## Offentliga verk i urval
- 16 hav 64 skepp, rostfritt stål, laminerat glas, trä och ljus, Kristiansand i Norge (tillsammans med Thomas Nordström)
- Drömmar, skulptur i stål, Museiparken i Eskilstuna
- vart vill du resa?, glasfiberarmerad plast, rostfritt stål, lysrör och belysningsarmatur, 2001, perrongen på stationen i Bro
- Ovanlandet och hararnas hus, tegel, plast, i lekpark vid i Årstadal i Stockholm
- Meddelande till de ankommande, verk på fyra platser i Tromsö i Norge, rostfritt stål, belysning, 2007 (tillsammans med Thomas Nordström)
- Lystårn och annan gestaltning, rostfritt stål, lärkträ och laminerat glas, 2009,  på Bærum grendesenter i Norge (tillsammans med Thomas Nordström)
- Trådar, stål, 2011, Norra kajen i Norrköping (tillsammans med Thomas Nordström)
- Syklus, rostfrtt stål, polykarbonatskivor, led-belysning, 2012, i Elvebredden Kunstpark i Skedsmo kommun i Norge
- Motorisk scenografi i Katrineholm vid riksväg 52, infarten från Nyköping, något innanför korsningen vid vägen till Åsporten